# Шифрование
Шифрова́ние — обратимое преобразование информации в целях сокрытия от неавторизованных лиц с предоставлением в это же время авторизованным пользователям доступа к ней. Главным образом, шифрование служит для соблюдения конфиденциальности передаваемой информации. Важной особенностью любого алгоритма шифрования является использование ключа, который утверждает выбор конкретного преобразования из совокупности возможных для данного алгоритма.
Пользователи являются авторизованными, если они обладают определённым аутентичным ключом. Вся сложность и, собственно, задача шифрования состоит в том, как именно реализован этот процесс.
В целом, шифрование состоит из двух составляющих: зашифрование и расшифрование.
С помощью шифрования обеспечиваются три состояния безопасности информации:
- Конфиденциальность.

Шифрование используется для скрытия информации от неавторизованных пользователей при передаче или при хранении.
- Целостность.

Шифрование используется для предотвращения изменения информации при передаче или хранении.
- Идентифицируемость.

Шифрование используется для аутентификации источника информации и предотвращения отказа отправителя информации от того факта, что данные были отправлены именно им.
Для того, чтобы прочитать зашифрованную информацию, принимающей стороне необходимы ключ и дешифратор (устройство, реализующее алгоритм расшифровывания). Идея шифрования состоит в том, что злоумышленник, перехватив зашифрованные данные и не имея к ним ключа, не может ни прочитать, ни изменить передаваемую информацию. Кроме того, в современных криптосистемах (с открытым ключом) для шифрования, расшифрования данных могут использоваться разные ключи. Однако, с развитием криптоанализа, появились методики, позволяющие дешифровать закрытый текст без ключа. Они основаны на математическом анализе переданных данных.

## Цели шифрования
Шифрование применяется для хранения важной информации в ненадёжных источниках и передачи её по незащищённым каналам связи. Такая передача данных включает два взаимно обратных процесса:
- Перед отправлением данных по линии связи или перед помещением на хранение они подвергаются зашифровыванию.
- Для восстановления исходных данных из зашифрованных к ним применяется процедура расшифровки.

Шифрование изначально использовалось только для передачи конфиденциальной информации. Однако впоследствии шифровать информацию начали с целью её хранения в ненадёжных источниках. Шифрование информации с целью её хранения применяется и сейчас, это позволяет избежать необходимости в физически защищённом хранилище.
Шифром называется пара алгоритмов, реализующих каждое из указанных преобразований. Эти алгоритмы применяются к данным с использованием ключа. Ключи для шифрования и для расшифровки могут различаться, а могут быть одинаковыми. Секретность второго (расшифровывающего) из них делает данные недоступными для несанкционированного ознакомления, а секретность первого (шифрующего) делает невозможным внесение ложных данных. В первых методах шифрования использовались одинаковые ключи, однако в 1976 году были разработаны алгоритмы с применением разных ключей. Сохранение этих ключей в секретности и правильное их разделение между адресатами является очень важной задачей для сохранения конфиденциальности передаваемой информации. Эта задача исследуется в теории управления ключами (в некоторых источниках она упоминается как разделение секрета).
В настоящий момент существует огромное количество методов шифрования. Главным образом эти методы подразделяются в зависимости от структуры используемых ключей: на симметричные методы и асимметричные методы. Кроме того, методы шифрования могут обладать различной криптостойкостью и по-разному обрабатывать входные данные — блочные шифры и поточные шифры. Всеми этими методами, их созданием и анализом занимается наука криптография.

## [7]Зашифровывание и расшифровывание
Как было сказано, шифрование состоит из двух взаимно обратных процессов: зашифрование и расшифрование. Оба этих процесса на абстрактном уровне представимы математическими функциями, к которым предъявляются определённые требования. Математически данные, используемые в шифровании, представимы в виде множеств, над которыми построены данные функции. Иными словами, пусть существуют два множества, представляющие данные — {\displaystyle M} и {\displaystyle C}; и каждая из двух функций (шифрующая и расшифровывающая) является отображением одного из этих множеств в другое.
Зашифровывающая функция: {\displaystyle E\colon M\to C}
Расшифровывающая функция: {\displaystyle D\colon C\to M}
Элементы этих множеств — {\displaystyle m} и {\displaystyle c} — являются аргументами соответствующих функций. Также в эти функции уже включено понятие ключа. То есть, тот необходимый ключ для зашифровывания или расшифровывания является частью функции. Это позволяет рассматривать процессы шифрования абстрактно, вне зависимости от структуры используемых ключей. Хотя, в общем случае, для каждой из этих функций аргументами являются данные и вводимый ключ.
{\displaystyle E_{K_{1}}\left(m\right)=c}
{\displaystyle D_{K_{2}}\left(c\right)=m}
Если для зашифровывания и расшифровывания используется один и тот же ключ {\displaystyle K=K_{1}=K_{2}}, то такой алгоритм относят к симметричным. Если же из ключа шифрования алгоритмически сложно получить ключ расшифровывания, то алгоритм относят к асимметричным, то есть к алгоритмам с открытым ключом.
- Для применения в целях шифрования эти функции, в первую очередь, должны быть взаимно обратными ({\displaystyle D=E^{-1}})[3].

{\displaystyle D_{K_{2}}\left(E_{K_{1}}\left(m\right)\right)=m}
{\displaystyle E_{K_{1}}\left(D_{K_{2}}\left(c\right)\right)=c}
- Важной характеристикой шифрующей функции {\displaystyle E} является её криптостойкость. Косвенной оценкой криптостойкости является оценка взаимной информации между открытым текстом и шифротекстом, которая должна стремиться к нулю.

### Криптостойкость шифра
Криптографическая стойкость — свойство криптографического шифра противостоять криптоанализу, то есть анализу, направленному на изучение шифра с целью его дешифрования. Для изучения криптоустойчивости различных алгоритмов была создана специальная теория, рассматривающая типы шифров и их ключи, а также их стойкость. Основателем этой теории является Клод Шеннон. Криптостойкость шифра есть его важнейшая характеристика, которая отражает то, насколько успешно алгоритм решает задачу шифрования.
Любая система шифрования, кроме абсолютно криптостойких, может быть взломана простым перебором всех возможных в данном случае ключей. Но перебирать придётся до тех пор, пока не отыщется тот единственный ключ, который и поможет расшифровать шифротекст. Выбор этого единственного ключа основан на возможности определения правильно расшифрованного сообщения. Зачастую эта особенность является камнем преткновения при подборе ключа, так как при переборе вручную криптоаналитику достаточно просто отличить правильно расшифрованный текст, однако ручной перебор очень медленен. Если же программа выполняет перебор, то это происходит быстрее, однако ей сложно выделить правильный текст. Невозможность взлома полным перебором абсолютно криптостойкого шифра так же основана на необходимости выделить в расшифрованном сообщении именно то, которое было зашифровано в криптограмме. Перебирая все возможные ключи и применяя их к абсолютно стойкой системе, криптоаналитик получит множество всех возможных сообщений, которые можно было зашифровать (в нём могут содержаться и осмысленные сообщения). Кроме того, процесс полного перебора также длителен и трудоёмок.
Другой метод дешифровки основывается на анализе перехваченных сообщений. Этот метод имеет большое значение, так как перехват сообщений возможен, если злоумышленник обладает специальным оборудованием, которое, в отличие от достаточно мощного и дорогостоящего оборудования для решения задач методом полного перебора, более доступно. Например, перехват ван Эйка для ЭЛТ монитора осуществим с помощью обычной телевизионной антенны. Кроме того, существуют программы для перехвата сетевого трафика (снифферы), которые доступны и в бесплатных версиях.
При анализе передаваемых сообщений криптоустойчивость шифра оценивается из возможности получения дополнительной информации об исходном сообщении из перехваченного. Возможность получения этой информации является крайне важной характеристикой шифра, ведь эта информация в конечном итоге может позволить злоумышленнику дешифровать сообщение. В соответствии с этим шифры делятся на абсолютно стойкие и достаточно стойкие.
Клод Шеннон впервые оценил количество подобной информации в зашифрованных сообщениях следующим образом:
Пусть возможна отправка любого из сообщений {\displaystyle m_{1},m_{2},...,m_{n}}, то есть любого подмножества множества {\displaystyle M}. Эти сообщения могут быть отправлены с вероятностями {\displaystyle p_{1},p_{2},...,p_{n}} соответственно. Тогда мерой неопределенности сообщения может служить величина информационной энтропии:
{\displaystyle H(M)=-\sum _{i=1}^{n}p_{i}\log _{2}p_{i}.}
Пусть отправлено сообщение {\displaystyle m_{k}}, тогда его шифротекст {\displaystyle c_{k}}. После перехвата зашифрованного {\displaystyle c_{k}} эта величина становится условной неопределенностью — условием здесь является перехваченное шифрованное сообщение {\displaystyle c_{k}}. Необходимая условная энтропия задаётся следующей формулой:
{\displaystyle H(M|c_{k})=-\sum _{i=1}^{n}p(m_{i}|c_{k})\log _{2}p(m_{i}|c_{k}).}
Через {\displaystyle p(m_{i}|c_{k})} здесь обозначена вероятность того, что исходное сообщение есть {\displaystyle m_{i}} при условии, что результат его зашифрования есть {\displaystyle c_{k}}.
Это позволяет ввести такую характеристику шифрующей функции (алгоритма) {\displaystyle E}, как количество информации об исходном тексте, которое злоумышленник может извлечь из перехваченного шифротекста. Необходимая характеристика является разностью между обычной и условной информационной неопределенностью:
{\displaystyle I=H(M)-H(M|c_{k})}
Эта величина, называемая взаимной информацией, всегда неотрицательна. Её значение есть показатель криптостойкости алгоритма. Взаимная информация показывает, насколько уменьшится неопределённость при получении соответствующего шифротекста и не станет ли она таковой, что при перехвате некоторого количества шифротекстов станет возможной расшифровка исходного сообщения.

#### Абсолютно стойкие системы
Оценка криптоустойчивости шифра, проведенная Шенноном, определяет фундаментальное требование к шифрующей функции {\displaystyle E}. Для наиболее криптоустойчивого шифра неопределённости (условная и безусловная) при перехвате сообщений должны быть равны для сколь угодно большого числа перехваченных шифротекстов.
{\displaystyle {\mathcal {8}}c_{k}{\mathcal {2}}C:H(M|c_{k})=H(M)\Rightarrow I=0}
Таким образом, злоумышленник не сможет извлечь никакой полезной информации об открытом тексте из перехваченного шифротекста. Шифр, обладающий таким свойством, называется абсолютно стойким.
Для соблюдения равенства энтропий Шеннон вывел требования к абсолютно стойким системам шифрования, касающиеся используемых ключей и их структуры.
- Ключ генерируется для каждого сообщения (каждый ключ используется один раз).
- Ключ статистически надёжен (то есть вероятности появления каждого из возможных символов равны, символы в ключевой последовательности независимы и случайны).
- Длина ключа равна или больше длины сообщения.

Стойкость таких систем не зависит от того, какими возможностями обладает криптоаналитик. Однако практическое применение абсолютно стойких криптосистем ограничено соображениями стоимости таких систем и их удобства.
Идеальные секретные системы обладают следующими недостатками:
1. Шифрующая система должна создаваться с исключительно глубоким знанием структуры используемого языка передачи сообщений
2. Сложная структура естественных языков крайне сложна, и для устранения избыточности передаваемой информации может потребоваться крайне сложное устройство.
3. Если в передаваемом сообщении возникает ошибка, то эта ошибка сильно разрастается на этапе кодирования и передачи в связи со сложностью используемых устройств и алгоритмов[21].

#### Достаточно стойкие системы
В связи со сложностью применения абсолютно стойких систем, повсеместно более распространёнными являются так называемые достаточно стойкие системы.
Эти системы не обеспечивают равенство энтропий и, как следствие, вместе с зашифрованным сообщением передают некоторую информацию об открытом тексте.
{\displaystyle {\mathcal {9}}c_{k}{\mathcal {2}}C:H(M)>H(M|c_{k})\Rightarrow I>0}
Их криптостойкость зависит от того, какими вычислительными возможностями обладает криптоаналитик. Иными словами, шифротекст взламывается, если криптоаналитик обладает достаточными ресурсами, такими как время и количество перехваченных сообщений.
Практическая стойкость таких систем основана на их вычислительной сложности и оценивается исключительно на определённый момент времени с двух позиций:
- вычислительная сложность полного перебора для данной системы
- известные на данный момент слабости (уязвимости) системы и их влияние на вычислительную сложность.

Добиться высокого уровня практической стойкости алгоритма можно двумя подходами:
1. Изучить методы, которыми пользуется злоумышленник, и попытаться защитить используемую систему от них.
2. Составить шифр таким образом, чтобы его сложность была эквивалентна сложности известной задачи, для решения которой требуется большой объём вычислительных работ.

## Методы шифрования
- Симметричное шифрование использует один и тот же ключ (элемент «ключик») и для зашифровывания, и для расшифровывания.

- Асимметричное шифрование использует два разных ключа: один для зашифровывания (который также называется открытым), другой для расшифровывания (называется закрытым).

Эти методы решают определённые задачи и обладают как достоинствами, так и недостатками. Конкретный выбор применяемого метода зависит от целей, с которыми информация подвергается шифрованию.

### Симметричное шифрование

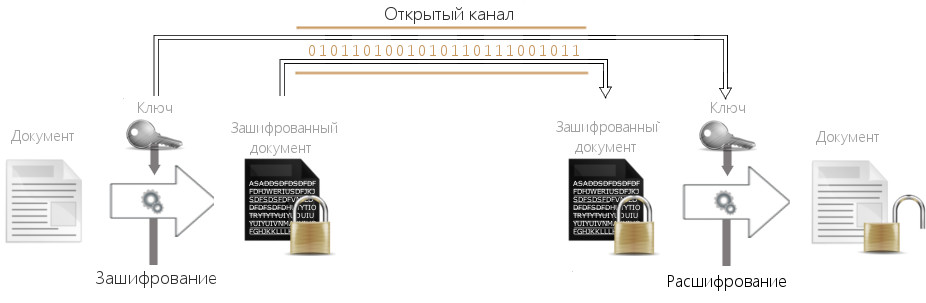
Симметричное шифрование

В симметричных криптосистемах для шифрования и расшифровывания используется один и тот же ключ. Отсюда название — симметричные. Алгоритм и ключ выбирается заранее и известен обеим сторонам. Сохранение ключа в секретности является важной задачей для установления и поддержки защищённого канала связи. В связи с этим, возникает проблема начальной передачи ключа (синхронизации ключей). Кроме того, существуют методы криптоатак, позволяющие так или иначе дешифровать информацию, не имея ключа или же с помощью его перехвата на этапе согласования. В целом эти моменты являются проблемой криптостойкости конкретного алгоритма шифрования и являются аргументом при выборе конкретного алгоритма.
Симметричные, а конкретнее, алфавитные алгоритмы шифрования были одними из первых алгоритмов. Позднее было изобретено асимметричное шифрование, в котором ключи у собеседников разные.
Схема реализации
Задача. Есть два собеседника — Алиса и Боб, они хотят обмениваться конфиденциальной информацией.
- Генерация ключа.

Боб (или Алиса) выбирает ключ шифрования {\displaystyle d} и алгоритмы {\displaystyle E,D} (функции шифрования и расшифрования), затем посылает эту информацию Алисе (Бобу).
- Шифрование и передача сообщения.

Алиса шифрует сообщение {\displaystyle m} с использованием полученного ключа {\displaystyle d}.
{\displaystyle E(m,d)=c}
И передаёт Бобу полученный шифротекст {\displaystyle c}. То же самое делает Боб, если хочет отправить Алисе сообщение.
- Расшифровывание сообщения.

Боб(Алиса), с помощью того же ключа {\displaystyle d}, расшифровывает шифротекст {\displaystyle c}.
{\displaystyle D(c,d)=m}
Недостатками симметричного шифрования является проблема передачи ключа собеседнику и невозможность установить подлинность или авторство текста. Поэтому, например, в основе технологии цифровой подписи лежат асимметричные схемы.

### Асимметричное шифрование (с открытым ключом)

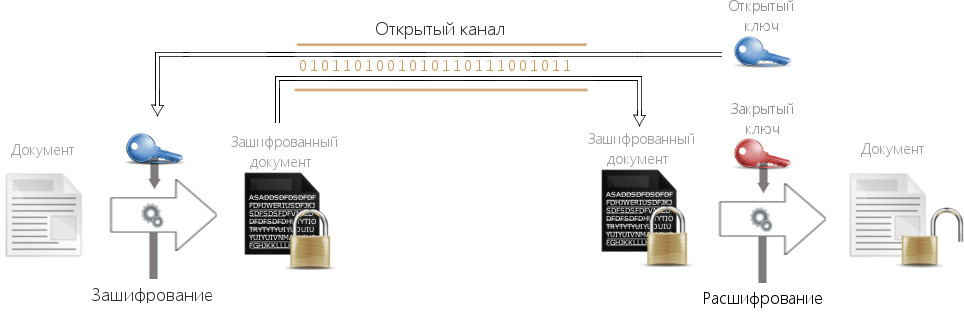
Асимметричное шифрование

В системах с открытым ключом используются два ключа — открытый и закрытый, связанные определённым математическим образом друг с другом.
Открытый ключ передаётся по открытому (то есть незащищённому, доступному для наблюдения) каналу и используется для шифрования сообщения и для проверки ЭЦП. Для расшифровки сообщения и для генерации ЭЦП используется секретный ключ.
Данная схема решает проблему симметричных схем, связанную с начальной передачей ключа другой стороне. Если в симметричных схемах злоумышленник перехватит ключ, то он сможет как «слушать», так и вносить правки в передаваемую информацию. В асимметричных системах другой стороне передается открытый ключ, который позволяет шифровать, но не расшифровывать информацию. Таким образом решается проблема симметричных систем, связанная с синхронизацией ключей.
Первыми исследователями, которые изобрели и раскрыли понятие шифрования с открытым кодом, были Уитфилд Диффи и Мартин Хеллман из Стэнфордского университета и Ральф Меркле из Калифорнийского университета в Беркли. В 1976 году их работа «Новые направления в современной криптографии» открыла новую область в криптографии, теперь известную как криптография с открытым ключом.
Схема реализации
Задача. Есть два собеседника — Алиса и Боб, Алиса хочет передавать Бобу конфиденциальную информацию.
- Генерация ключевой пары.

Боб выбирает алгоритм {\displaystyle (E,D)} и пару открытый, закрытый ключи — {\displaystyle (e,d)} и посылает открытый ключ {\displaystyle e} Алисе по открытому каналу.
- Шифрование и передача сообщения.

Алиса шифрует информацию с использованием открытого ключа Боба {\displaystyle e}.
{\displaystyle E(m,e)=c}
И передаёт Бобу полученный шифротекст {\displaystyle c}.
- Расшифровывание сообщения.

Боб, с помощью закрытого ключа {\displaystyle d}, расшифровывает шифротекст {\displaystyle c}.
{\displaystyle D(c,d)=m}
Если необходимо наладить канал связи в обе стороны, то первые две операции необходимо проделать на обеих сторонах, таким образом, каждый будет знать свои закрытый, открытый ключи и открытый ключ собеседника. Закрытый ключ каждой стороны не передается по незащищенному каналу, тем самым оставаясь в секретности.

## Управление ключами

Основные угрозы ключам

Как было сказано ранее, при шифровании очень важно правильно содержать и распространять ключи между собеседниками, так как это является наиболее уязвимым местом любой криптосистемы. Если вы с собеседником обмениваетесь информацией посредством идеальной шифрующей системы, то всегда существует возможность найти дефект не в используемой системе, а в тех, кто её использует. Можно выкрасть ключи у доверенного лица или подкупить его, и зачастую это оказывается гораздо дешевле, чем взламывание шифра. Поэтому процесс, содержанием которого является составление и распределение ключей между пользователями, играет важнейшую роль в криптографии как основа для обеспечения конфиденциальности обмена информацией.

### Цели управления ключами
- Сохранение конфиденциальности закрытых ключей и передаваемой информации.
- Обеспечение надёжности сгенерированных ключей.
- Предотвращение несанкционированного использования закрытых или открытых ключей, например использование ключа, срок действия которого истек[27][28][29].

Управление ключами в криптосистемах осуществляется в соответствии с политикой безопасности. Политика безопасности диктует угрозы, которым должна противостоять система. Система, контролирующая ключи, делится на систему генерации ключей и систему контроля ключей.
Система генерации ключей обеспечивает составление криптоустойчивых ключей. Сам алгоритм генерации должен быть безопасным, так как значительная часть безопасности, предоставляемой шифрованием, заключена в защищённости ключа. Если выбор ключей доверить пользователям, то они с большей вероятностью выбирают ключи типа «Barney», нежели «*9(hH/A», просто потому что «Barney» проще запомнить. А такого рода ключи очень быстро подбираются методом вскрытия со словарём, и тут даже самый безопасный алгоритм не поможет. Кроме того, алгоритм генерации обеспечивает создание статистически независимых ключей нужной длины, используя наиболее криптоустойчивый алфавит.
Система контроля ключей служит для наиболее безопасной передачи ключей между собеседниками. Если передавать ключ шифрования по открытому каналу, который могут прослушивать, то злоумышленник легко перехватит ключ, и всё дальнейшее шифрование будет бессмысленным. Методы асимметричного шифрования решают эту проблему, используя разные ключи для зашифровывания и расшифровывания. Однако при таком подходе количество ключей растет с увеличением количества собеседников (каждый вынужден хранить свои закрытый и открытый ключи и открытые ключи всех собеседников). Кроме того, методы асимметричного шифрования не всегда доступны и осуществимы. В таких ситуациях используются разные методы по обеспечению безопасной доставки ключей: одни основаны на использовании для доставки ключей альтернативных каналов, считающихся безопасными. Другие, в согласии со стандартом X9.17, используют два типа ключей: ключи шифрования ключей и ключи шифрования данных. Третьи разбивают передаваемый ключ на составные части и передают их по различным каналам. Также существуют различные комбинации перечисленных выше методов.
Кроме того, система управления ключами при возникновении большого количества используемых ключей выступает в роли центрального сервера ключей, хранящего и распределяющего их. В том числе она занимается своевременной заменой скомпрометированных ключей. В некоторых системах в целях быстрой коммуникации могут использоваться сеансовые ключи. Сеансовый ключ — ключ шифрования, который используется только для одного сеанса связи. При обрыве сеанса или его завершении сеансовый ключ уничтожается. Также используемые ключи обычно имеют срок действия, то есть срок, в течение которого они являются аутентичными для использования. После истечения данного срока ключ изымается системой управления и, если необходимо, генерируется новый.

## Правовые нормы
Развитие шифрования и его методов привело к их широчайшей распространённости. Сейчас для конечного пользователя не составляет труда зашифровать раздел на жёстком диске или переписку и установить защищённое соединение в интернет. В связи с тем, что шифрование и другие информационные технологии проникают в наш быт, растет число компьютерных преступлений. Зашифрованная информация так или иначе представляет собой объект защиты, который, в свою очередь, должен подвергаться правовому регулированию. Кроме того, подобные правовые нормы необходимы из-за того, что существует некоторое противоречие между стремлением правительств иметь доступ к информации (с целью обеспечения безопасности и для предотвращения преступлений) и стремлением граждан обеспечить высокий уровень охраны для своей действительно секретной информации. Для разрешения этой проблемы прибегают к разным способам: это и возможный запрет на использование высокоэффективных методов шифрования, и требование передачи компетентным органам шифровальных ключей. Различия в правилах и ограничениях по шифрованию компьютерной информации могут создать определённые трудности в деловых международных контактах в плане обеспечения конфиденциальности их общения. В связи с этим в любом государстве поведение в отношении передачи и шифрования информации регулируется различными правовыми нормами.